# Djombo N'Guessan
Pour les articles homonymes, voir N'Guessan.
Djombo N'Guessan, aussi appelé Dany N'Guessan (né le 11 août 1987 à Ivry-sur-Seine) est un ancien footballeur français.

## Carrière en club
En janvier-juin 2011, il joue au Southampton FC.
Le 2 septembre 2013, il signe au Swindon Town FC (Angleterre).
Le 23 octobre 2014, il rejoint Port Vale (D3, Angleterre).
En juillet 2015, N'Guessan rejoint Doncaster Rovers en Angleterre mais quitte la formation de League Two en octobre 2016 après avoir résilié son contrat d'un commun accord.